# Majorité sexuelle en Amérique du Sud
Pour un article plus général, voir Majorité sexuelle.

Âge de la majorité sexuelle hétérosexuelle en Amérique du Sud, par pays.
puberté
13 ans
14 ans
15 ans
16 ans.

Les lois des différents pays encadrent le type d'activité sexuelle (vaginale, sodomie, fellation) ainsi que le sexe des participants. L'âge à partir duquel une personne peut avoir des relations sexuelles sans être en infraction avec la loi apparaît en gras dans le texte. Cet âge est valable pour les deux sexes. D'autres variables comme l'homosexualité et/ou la sodomie, lorsqu'elles sont illégales, sont signalées si elles sont importantes. Lorsqu'il existe un/des cas particulier(s) propre(s) aux pays, il est/sont indiqué(s). Il est à noter que le seul pays d'Amérique du Sud où l'homosexualité masculine est illégale est la Guyana. D'autres pays comme Le Chili et le Suriname imposent un âge de majorité sexuelle plus élevé pour les relations homosexuelles.
Un grand nombre d'États d'Amérique du Sud ont mis en place différents niveaux de protection ou de restriction aux actes sexuels avec des mineurs civils. L'âge auquel il n'y a plus de restriction indique le moment où une personne atteint sa pleine et entière autonomie sexuelle dans le cadre du respect de la loi. L'âge minimum de la majorité sexuelle indique l'âge minimum auquel une personne peut légalement donner son consentement mais sous certaines réserves et dans certaines circonstances. Tout acte sexuel perpétré en dessous de cet âge minimum est qualifié d'« abus sexuel ». La nature et l'étendue de ces restrictions ou circonstances varient en fonction des états.

## Argentine
L'âge de la majorité sexuelle sans restriction aucune est de 18 ans en Argentine avec un âge de consentement minimum de 13 ans indépendant du sexe et/ou de l'orientation sexuelle. Les actes sexuels sont habituellement légaux avec les adolescents de 13 ans et plus avec des restrictions lorsque les adolescents sont âgés de 13 à 16 ans, la  plainte ne pouvant être déposée que par le mineur, ses parents ou tuteur légal ou lorsque le délinquant est l'un d'entre eux.
Les restrictions ci-dessus sont également applicables si la victime est majeure de 18 ans et que l'auteur de l'acte profitant d'une immaturité sexuelle de la victime ou d'une supériorité intellectuelle (preeminencia) vis-à-vis de celle-ci pratique un acte sexuel (acceso carnal) :
- en créant, pour le mineur, une situation de soumission sexuelle « scandaleuse » qui peut être permanente ou exclusivement liée à cette circonstance[4] ;
- obtenu par la violence, l'intimidation, la peur, la coercition ou le harcèlement en rapport avec une situation de dépendance du mineur ou d'autorité sur celui-ci ou encore en profitant de ce que le mineur, pour quelque raison que ce soit, était dans l'incapacité de donner son consentement[5].

IL existe également une loi dite « Corruption de Mineurs » grâce à laquelle il est possible de traduire en justice ceux qui induisent des mineurs de 18 ans à avoir des relations sexuelles. Les pénalités sont aggravées lorsque :
- (a) Le mineur est âgé de moins de treize ans ;
- (b) Lorsque la relation sexuelle a été obtenue par duperie, la violence, la peur, l'abus d'autorité ou n'importe quel autre moyen d'intimidation ou de coercition de même que lorsque le prévenu est un parent ou le tuteur légal, un frère ou une sœur, un/une époux/épouse ou un compagnon permanent ou quiconque est responsable du mineur en général et, plus particulièrement de son éducation ;
- (c) Lorsque le coupable exploite l'avantage d'avoir été précédemment le compagnon du mineur dans le but d'enfreindre  une quelconque des restrictions décrites ci-dessus pour les personnes âgées de 13 à 16 ans[7].

## Bolivie
L'âge de consentement est celui de la puberté en Bolivie. Il est indépendant du sexe et/ou de l'orientation sexuelle. L'article 308 du Code Pénal Bolivien stipule: « Si le viol (« violación ») a lieu sur un mineur non pubère, l'acte sera puni d'une peine de réclusion de dix à vingt ans. » Cet article de loi concerne exclusivement les relations charnelles (acceso carnal), tandis que l'article 312 recouvre tous les autres « actes lascifs » (actos libidinosos) qui ne sont pas classés parmi les relations charnelles et sont punis par une réclusion de un à trois ans. 
« Estupro » et « violación » augmentent respectivement la peine d'un tiers au titre de l'article 310 si :
- (a) il existe une atteinte sérieuse à la santé de la victime ;
- (b) le délinquant est un parent, fils ou fille, frère ou sœur, demi-frère ou demi-sœur, beau-père ou belle-mère, ou a la charge de l'éducation ou de la garde de la victime ;
- (c) il existe plusieurs délinquants.

Enfin, l'article 318 (crime de « corruption de mineur ») punit de un à cinq ans de prison les personnes qui entraînent un mineur de 17 ans à pratiquer des actes à caractère sexuel. La sanction est majorée de un à six ans (article 319) lorsque :
- (a) la victime est mineure de 12 ans ;
- (b) le crime a été commis dans un but lucratif ;
- (c) le crime a été commis par tromperie (une promesse de mariage, par exemple), violence, ou n'importe quel moyen de harcèlement ou de coercition ;
- (d) la victime est handicapée physique ou mentale ;
- (e) l'accusé est un mari, un parent, un frère, un tuteur légal, un enseignant ou un chaperon de la victime.

## Brésil
L'âge de la majorité sexuelle est de 14 ans au Brésil de par l'article 224 du Code Pénal Brésilien. Nonobstant le sexe et/ou les orientations sexuelles, les actes sexuels avec les personnes âgées de quatorze ans ou plus sont possibles bien que des accusations pour « corruption de mineur » puissent être invoquées lorsque la victime est âgée de 14 à 18 ans. Cependant, ces accusations ne peuvent être déposées que par les parents ou le mineur lui-même (article 225 du Code Pénal).
Les rapports sexuels avec des mineurs de 14 ans sont considérés comme un viol de par la loi et sanctionnés plus sévèrement. Par le passé, ces plaintes ne pouvaient être déposées que par les parents mais, depuis la promulgation du Code des Mineurs en 1990 (connu sous le nom de Code des Enfants et Adolescents), les autorités traduisent les prévenus devant les cours de Justice avec la définition légale d'un enfant (mineur de 12 ans) tel qu'inclus dans le texte de loi (article second). L'accusation de rapport sexuel avec un adolescent (n'importe quelle personne entre 12 et 17 ans) relève de la seule initiative des parents ou tuteur légal.
Exceptionnellement, l'État peut se substituer à la famille pour poursuivre le prévenu lorsque le mineur est âgé de moins de 18 ans et la famille trop pauvre pour ester en justice (article 225, I du Code Pénal) ou lorsque le prévenu est le père, la mère, le beau-père, la belle-mère ou le tuteur légal du mineur (article 225, II du Code Pénal).
La prostitution de mineurs est punie par la loi. L'État prend alors en charge les poursuites pénales.
La loi ne fait pas de distinction entre les différentes orientations sexuelles des protagonistes. Cependant, en dessous de l'âge de 14 ans, le crime homosexuel de viol devient un attentat à la pudeur aggravé (article 214) avec les mêmes sanctions.
Quoi qu'il en soit, seules les personnes de plus de 18 ans peuvent être accusées.

### Historique
L'âge de la majorité sexuelle est défini depuis 1940. Le crime de séduction de mineur est aboli par le Congrès Brésilien au mois de mars 2005. Il n'était applicable que lorsque la victime était une femme vierge âgée de 14 à 18 ans et faisait double emploi avec la corruption de mineur qui existe toujours. Le Congrès a également aboli deux exceptions figurant dans la loi : l'abandon des poursuites si les protagonistes souhaitaient se marier ou si le mineur, s'étant marié à quelqu'un d'autre, ne manifestait pas son intention de continuer les poursuites dans les soixante jours.

## Chili
L'âge de la majorité sexuelle sans restriction aucune est de 18 ans au Chili avec un âge minimum de 14 ans pour les rapports sexuels mais avec des limitations jusqu'à 18 ans (art. 362 du Code Pénal chilien). Même si l'illégalité de l'homosexualité avant 18 ans n'est pas clairement exprimée dans l'article 362, l'article 365 vient pallier cette insuffisance.
Il existe également dans le code pénal chilien un cas d'« estupro » qui établit des limitations aux actes sexuels sur les personnes de plus de 14 ans mais de moins de 18. L'article 363 du code pénal définit quatre situations d'« estupro » dans lesquelles le fait d'avoir des rapports sexuels avec une telle personne est illégal quand bien même serait elle consentante (article 363) :
- lorsque quelqu'un profite d'une perturbation ou d'une anomalie mentale de l'enfant, fut-elle transitoire ;
- lorsque quelqu'un profite d'une relation de subordination ou d'une dépendance de l'enfant comme c'est le cas lorsque l'agresseur a la charge ou l'éducation de l'enfant ou encore lorsque existe une relation de travail avec lui ;
- lorsque quelqu'un profite du délaissement d'un enfant ;
- lorsque quelqu'un profite de l'ignorance ou de l'inexpérience de l'enfant en matière sexuelle.

Les actes sexuels visés par les Articles 361 (viol), 362 (viol tel que défini par la loi), 363 (« estupro ») et 365 (relations homosexuelles) sont réputés être des « relations charnelles » (« acceso carnal ») qui recouvrent les fellations, les sodomies et les rapports vaginaux. D'autres articles du code pénal chilien (articles 365 bis, 366, 366 bis, 366 ter et 366 quarto) réglementent d'autres formes d'actes sexuels. L'article 365 bis règlemente « l'introduction d'objets » dans l'anus, le vagin ou la bouche.
L'article 366 bis définit « l'acte sexuel » comme tout acte à connotation sexuelle accompli par un contact physique avec la victime ou affectant les parties génitales, l'anus ou la bouche même en l'absence de contact physique.
L'article 369 établi que les poursuites afférentes aux articles 361 à 365 ne peuvent être diligentées que sur la plainte du mineur, de ses parents, du tuteur ou de son représentant légal. Néanmoins, le Ministère Public peut ester en justice de son propre chef si la partie offensée ne peut pas librement déposer une plainte ou si un représentant légal, un parent, ou un tuteur est impliqué dans le crime.

### Historique
L'âge de la majorité sexuelle légale était de 12 ans pour l'hétérosexualité en 1810. Cet âge a été porté à 14 ans en 1976. Lorsque l'homosexualité a été légalisée en 1998, l'âge de consentement a été fixé à 18 ans dans tous les cas.

## Colombie
L'âge de consentement est de 14 ans en Colombie quel que soit le sexe et/ou l'orientation sexuelle des protagonistes : Article 208 du Code Pénal Colombien et Articles 599 à 2000 :
- Article 208 - « Relations charnelles[15] » abusives avec mineurs de 14 ans - « Quiconque a une relation charnelle avec un mineur de 14 ans, sera emprisonné pour une durée de quatre (4) à huit (8) ans. » La définition de la « relation charnelle » (« acceso carnal ») est donnée à l'Article 212 est concerne principalement les pénétrations sexuelles vaginales, anales et orales mais aussi les pénétrations à l'aide de n'importe quelle autre partie du corps humain ou par un objet quelconque.

L'Article 209 concerne les actes sexuels perpétrés sur des mineurs de 14 ans autres que ceux mentionnés ci-dessus et dont témoigne le mineur. Cet article recouvre finalement les actes des personnes qui encouragent les pratiques sexuelles de mineurs. La peine encourue est de 3 à 5 ans de prison.
L'article 211 détaille les circonstances dans lesquelles le temps de peine peut être majoré d'un tiers à la moitié :
- (a) s'il existe plusieurs prévenus ;
- (b) si le/la prévenu(e) exerce une quelconque autorité sur la victime ou profite de sa confiance ;
- (c) si le/la prévenu(e) est le mari ou la femme de la victime, ou s'ils cohabitent ou si le/la prévenu(e) ont un garçon ou une fille en commun ;
- (d) si l'acte aboutit à une grossesse.

## Équateur
L'âge de consentement est de 14 ans en Équateur. Il est indépendant du sexe et/ou de l'orientation sexuelle. Il est défini par l'Article 512, alinéa 1 du Code pénal de l'Équateur qui concerne le viol tel que défini par la loi (violación) et par l'Article 506 du même Code pénal qui concerne les attentats à la pudeur (atentado contra el pudor) commis sans violence ou intimidation.
Les articles 509 et 510 du Code pénal de l'Équateur introduisent une clause de « corruption de mineur » pour un crime qualifié « estupro » et qui s'applique dans le cas particulier de relations sexuelles avec une adolescente âgée de 14 à 18 ans obtenues par séduction ou par duperie (promesse de mariage par exemple). Cependant, l'adolescente doit avoir la définition d'une « femme honnête » au regard du crime invoqué.
De plus, l'article 68 du Code de l'enfant et de l'adolescent de 2003 (en espagnol) a élargi la définition de l'abus sexuel de mineurs pour y inclure tout contact physique ou tout encouragement à des rapports sexuels obtenus par séduction, chantage, harcèlement, intimidation, peur ou autre moyen similaire.

## Guyana
L'âge de la majorité sexuelle est de 16 ans au Guyana. L'âge de la majorité sexuelle a été soulevée à 16 ans sur octobre 31, 2005, par une résolution unanime du parlement guyanien,,; avant cette date c'était de 13 ans. Alors que l'homosexualité masculine « indécente » et toute tentative de sodomie est passible de 10 ans de réclusion, la sodomie avérée est sanctionnée par une réclusion à perpétuité. Le saphisme n'est pas mentionné dans les « lois scélérates » de 1860.

## Paraguay
L'âge de consentement est habituellement de 14 ans au Paraguay et indépendant du sexe et/ ou de l'orientation sexuelle[réf. nécessaire]. L'âge de la majorité sexuelle pour des rapports sexuels adultérins avec des adolescentes mariées est de 16 ans (voir ci-dessous). 
L'article 135 du Code Pénal Paraguayen qui traite de abus sexuels sur mineurs définit l'enfant (niño) comme toute personne mineure de 14 ans (cf 8e alinéa). Les actes sexuels sur un mineur de 14 ans sont passibles d'une amende (1er alinéa) ou d'une privation de liberté pour une durée maximum de trois ans (1er alinéa). Tout adulte qui réalise un acte sexuel devant un mineur de 14 ans ou l'encourage à le pratiquer avec un autre enfant devant un adulte ou une tierce personne est passible des mêmes peines. En cas de pénétration sexuelle (coito), la peine est majorée de deux à 10 ans de prison (4e alinéa). Lorsque le prévenu est mineur de 18 ans, l'accusation peut être levée.

### Mariage et adultère
Un crime dénommé « estupro » (article 137) est défini par un rapport sexuel adultérin pratiqué avec des adolescents de 14 à 16 ans révolus. Ce crime est passible d'une amende et s'applique lorsqu'un des partenaires est marié. Si le prévenu est âgé de moins de 18 ans, l'accusation peut être levée.
L'article 137 du code pénal stipule :
- (1) « l'homme qui persuade une femme de 14 à 16 ans d'avoir un rapport sexuel adultérin sera sanctionné d'une amende; »
- (2) « lorsque le prévenu est âgé de moins de 18 ans, la sanction peut être reportée. »

## Pérou
D'après l'article 173 du Code Pénal Péruvien (en espagnol), l'âge de la majorité sexuelle est de 14 ans au Pérou indépendamment du sexe et/ou de l'orientation sexuelle des protagonistes. Cet article stipule que les actes à caractère sexuel sont sanctionnés différemment en fonction de l'âge de la victime :
- perpétuité incompressible si la victime est âgée de moins de sept (7) ans ;
- vingt cinq à trente ans de prison si la victime est âgée de sept (7) à dix (10) ans ;
- vingt à vingt cinq ans d'emprisonnement si la victime est âgée de dix (10) à quatorze (14) ans ;
- un minimum de trente (30) ans de prison sont requis lorsque le prévenu détient une « autorité particulière » sur une victime âgée de sept à quatorze ans ou que celle-ci est en position de confiance, y compris en cas de liens parentaux.

L'article 173 fait également état d'un crime dit de « seducción » (séduction) qui s'applique aux actes à caractère sexuel obtenus par tromperie sur des adolescents âgés de 14 à 18 ans. La peine maximale encourue est de trois ans de prison qui peut être remplacée, à la discrétion du juge, par un service d'utilité publique de 30 à 78 jours.
Un autre crime dit « atentado al pudor del menor » (Attentat à la pudeur sur mineur) est visé par l'article 176-A pour les situations dans lesquelles le prévenu commet un « acte contraire à la décence » sur un mineur de 14 ans sans intention de commettre un acte à caractère sexuel. Ce crime est puni par une incarcération variant de 4 à 6 ans.
L'article 178 complète ces différentes dispositions pour le cas où une grossesse surviendrait consécutivement au crime. Dans ce cas, le prévenu est condamné au versement d'une pension alimentaire pour l'enfant de la victime. Une psychothérapie est également prévue par l'Article 178-A, après examen médical, pour favoriser une réadaptation sociale du prévenu.
l'article 184 prévoit les mêmes punitions pour quiconque a participé activement à l'un quelconque de ces crimes et qui a autorité sur le mineur, la charge de celui-ci ou sa confiance et y compris ses parents, frère ou sœur.

## Suriname
L'âge de la majorité sexuelle est de 16 ans au Suriname pour les relations hétérosexuelles[réf. nécessaire] alors que cet âge est porté à 18 ans pour les relations homosexuelles de par l'article 302 du code pénal (bien que cet article soit rarement appliqué).

## Uruguay
L'âge de la majorité sexuelle est de 15 ans en Uruguay. Il est indépendant du sexe et/ou de l'orientation sexuelle des parties. Il a une clause de présomption légale d'usage de la force envers les enfants âgés de 12 à 15 ans jusqu'à preuve du contraire (Article 272, 1 du Code Pénal). Dans ce cas, la charge de la preuve (onus probandi) revient à l'accusé qui a la possibilité de prouver, pour sa défense, qu'il a agi après avoir obtenu le consentement du plaignant. La preuve d'un consentement n'est pas un moyen de défense lorsque la victime est âgée de moins de douze ans.
Le code pénal uruguayen contient également une loi concernant la « Corruption de mineur » qui peut être utilisée à l'encontre des personnes qui induisent le mineur de 18 ans à avoir des rapports sexuels. Après l'âge de 15 ans, seul le mineur ou ses parents sont habilités à ester en justice excepté si le mineur est orphelin ou n'a pas de tuteur légal ou encore lorsque l'accusation est portée à l'encontre d'un parent ou d'un tuteur légal.

## Venezuela
L'âge de la majorité sexuelle est de 16 ans au Venezuela nonobstant le sexe et/ou l'orientation sexuelle des parties.